# Is the Order a Rabbit?
Is the Order a Rabbit? (яп. ご注文はうさぎですか? Готю:мон ва усаги дэсу ка?, «Кролика заказывали?») — ёнкома Коя, выпускается издательством Houbunsha с 2011 года в журнале Manga Time Kirara Max. На основе манги были выпущены аниме-сериал, анимационный фильм, OVA и компьютерная игра.

## Сюжет
История повествует о девочке по имени Кокоа, которая обожает всё мягкое и пушистое, особенно кроликов. После переезда в новый город Кокоа не смогла найти свой дом. Бродя по улицам города, она натыкается на кафе с названием «Кроличий дом» и, подумав, что увидит там много пушистых кроликов, с предвкушением входит внутрь. В кафе находились только управляющая, маленькая девочка Тино, и крохотный кролик Типпи. Выпив три чашки кофе, героиня понимает, что она нашла свой дом. Позже Кокоа познакомится со множеством разных девушек, имена которых являются отсылками к разным сортам чая или кофе.

## Персонажи
- Кокоа Хото (яп. 保登 心愛 Хото Кокоа) — главная героиня. Её имя созвучно с напитком «какао» (от англ. cocoa)[1][2]. Её семье принадлежит пекарня. Относится к Тино как к младшей сестре. Позже один из посетителей скажет, что у неё синдром сестры. Любит всё милое и мягкое.

Сэйю: Аянэ Сакура
- Тино Кафу (яп. 香風 智乃 Кафу: Тино) — внучка владельца кафе «Кроличий дом». Является одной из работниц кафе. Разбирается в кофе, может определить сорт по запаху, с особым вниманием относится к приготовлению. Её имя — отсылка на «капучино»[1][2].

Сэйю: Инори Минасэ
- Ридзэ Тэдэдза (яп. 天々座 理世 Тэдэдза Ридзэ) — одна из работниц «Кроличьего дома». Обладает отличной памятью и прекрасно справляется с работой. Её отец — военный, и девушка с детства обучалась самообороне. В результате она не только обладает женственной внешностью, но и прекрасно развита физически.  Постоянно носит игрушечный пистолет. Её имя — отсылка к чаю Thé des Alizés[1].

Сэйю: Риса Танэда
- Тия Удзимацу (яп. 宇治松 千夜 Удзимацу Тия) — одноклассница Кокоа. Работает в кафе «Ама Уса Ан» («Мои кроличьи сладости»). Её имя — отсылка к чаю удзи-маття[1][2].

Сэйю: Сатоми Сато
- Сяро Кирима (яп. 桐間 紗路 Кирима Сяро) учится в одной школе с Ридзэ и переживает о том, как Ридзэ к ней относится. Подруга детства Тии. Знает всё о чае и любит чайные чашки. Работает в кафе «Fleur de Lapin». Имя — отсылка на кофе «Килиманджаро»[1][2].

Сэйю: Маая Утида
- Мая Дзёга (яп. 条河 麻耶 Дзё:га Мая) — одноклассница Тино.

Сэйю: Сора Токуи
- Мэгуми Нацу (яп. 奈津 恵 Нацу Мэгуми) — одноклассница Тино. Её имя — отсылка к мускатному ореху (англ. nutmeg)[2].

Сэйю: Риэ Муракава
- Мидори Аояма (яп. 青山 翠 Аояма Мидори) / Блю Маунтин (яп. 青山 ブルーマウンテン Аояма Буру: Маунтэн). Её имя — отсылка на кофе сорта «Ямайка Блю Маунтин»[англ.][2].

Сэйю: Саори Хаями
- Такахиро Кафу (яп. 香風 タカヒロ Кафу: Такахиро) — отец Тино, управляет баром, который открывается вечером вместо семейного кафе.

Сэйю: Сё Хаями

## Медиа

### Манга
Ёнкома авторства Коя выпускается издательством Houbunsha с 2011 года в журнале Manga Time Kirara Max.
Манга была лицензирована в Северной Америке Sol Press.
| №  | Дата публикации     | ISBN                   |
| -- | ------------------- | ---------------------- |
| 1  | 27 февраля 2012 г.  | ISBN 978-4-8322-4119-0 |
| 2  | 27 февраля 2013 г.  | ISBN 978-4-8322-4269-2 |
| 3  | 27 марта 2014 г.    | ISBN 978-4-8322-4420-7 |
| 4  | 26 сентября 2015 г. | ISBN 978-4-8322-4617-1 |
| 5  | 27 августа 2016 г.  | ISBN 978-4-8322-4734-5 |
| 6  | 9 ноября 2017 г.    | ISBN 978-4-8322-4894-6 |
| 7  | 7 ноября 2018 г.    | ISBN 978-4-8322-4990-5 |
| 8  | 27 сентября 2019 г. | ISBN 978-4-8322-7119-7 |
| 9  | 25 декабря 2020 г.  | ISBN 978-4-8322-7237-8 |
| 10 | 25 декабря 2021 г.  | ISBN 978-4-8322-7333-7 |
| 11 | 22 февраля 2023 г.  | ISBN 978-4-8322-7438-9 |
| 12 | 27 марта 2024 г.    | ISBN 978-4-8322-9533-9 |

### Аниме
По мотивам ёнкомы студией White Fox был выпущен аниме-сериал Is the Order a Rabbit?, который транслировался по телеканалу Tokyo MX с 10 апреля по 26 июня 2014 года; аниме транслировал видеохостинг Crunchyroll. Начальной темой является «Daydream Café», которую исполняют Petit Rabbit’s (Аянэ Сакура, Инори Минасэ, Маая Утида, Риса Танэда и Сатоми Сато), а завершающей — «Poppin' Jump♪» (яп. ぽっぴんジャンプ♪ Поппин Дзямпу) в исполнении Инори Минасэ, Соры Токуи и Риэ Муракавы. В конце 12 серии звучит «Nichijou Decoration» (яп. 日常デコレーション Нитидзё: Дэкорэ:сён, «Декорации будней») в исполнении Petit Rabbit’s.
Второй сезон аниме под названием Is the Order a Rabbit?? был создан студиями White Fox и Kinema Citrus. Его выход был анонсирован в выпуске за март 2015 года журнала Megami Magazine издательства Gakken, а сами серии транслировались с 10 октября по 26 декабря 2015 года. Начальной темой стала «No Poi!» (яп. ノーポイッ！ Но: пой!), исполненная Petit Rabbit’s, завершающей в сериях с 1 по 10 — «Tokimeki Poporon♪» (яп. ときめきポポロン♪) Тимамэ-тай. В 12 серии прозвучала «Nantonaku Mirai» (яп. なんとなくミライ Нантонаку мирай, «Какое-никакое будущее») в исполнении Petit Rabbit’s.
Фильм Is the Order a Rabbit?? ~Dear My Sister~ был анонсирован в мае 2016 года и был снят студией production dóA. Он демонстрировался в 40 кинотеатрах Японии 11 ноября 2017 года, а 30 мая 2018 года был выпущен на дисках.
OVA Is the Order a Rabbit?? ~Sing For You~ вышла 26 сентября 2019 года. В её съёмках вновь участвуют режиссёр Хироюки Хасимото, сценарист Кадзуюки Фудэясу и студия production dóA.
Третий сезон аниме под названием Is the Order a Rabbit? BLOOM был снят студией Encourage Films, его показ прошел с 10 октября по 26 декабря 2020 года. Все ключевые сотрудники остались на своих местах. Начальная тема — «Tenkū Cafeteria» (яп. 天空カフェテリア Тэнку: кафэтэриа, «Небесная кафетерия») в исполнении Petit Rabbit’s, завершающая «Nakayoshi! Maru! Nakayoshi!» (яп. なかよし！○！なかよし！ Накаёси! Мару! Накаёси!, «Подруги! Точка! Подруги!») Тимамэ-тай. Третий сезон, как и все остальные, включал 12 серий и транслировался с 10 октября по 26 декабря 2020 года.
Сериал был лицензирован компанией Sentai Filmworks на территории Северной Америки.

## Критика
DVD и Blu-ray-издания фигурировали в списках бестселлеров.
Аниме близко напоминает смесь Working!!, Yuru Yuri и Polar Bear Café. Сеттинг сериала вдохновлён городом Кольмар во Франции.